# Клуб Льва Яшина
Клуб Льва Яшина — символический клуб, в который входят футбольные вратари, играющие или игравшие за российские и советские клубы и сохранившие свои ворота в неприкосновенности в 100 и более официальных матчах.
Назван в честь знаменитого советского вратаря Льва Яшина, первым достигшего рубежа в 100 «сухих» матчей в чемпионатах СССР.

## История
Впервые Клуб Льва Яшина появился в 1980 году на страницах советского спортивного журнала «Старт». Создателем Клуба стал молодой статистик из Кривого Рога Николай Жигулин. Спустя некоторое время Жигулин познакомился с Константином Есениным, который после проверки данных предложил опубликовать материал в еженедельнике «Футбол-Хоккей». 1-я публикация Клуба состоялась в июле 1980 года в № 27.
Первоначально в Клуб вошли 9 голкиперов: Лев Яшин, Владимир Маслаченко, Анзор Кавазашвили, Рамаз Урушадзе, Евгений Рудаков, Виктор Банников, Алёша Абрамян, Александр Ткаченко, Сергей Крамаренко. Учитывались только «сухие» игры в чемпионате СССР, поэтому лидирующую позицию в Клубе занял Лев Яшин.
С 1982 года положение о Клубе Льва Яшина было дополнено учётом «сухих» игр за сборную СССР и в европейских клубных турнирах (Кубке чемпионов, Кубке кубков, Кубке УЕФА и Суперкубке УЕФА). Это повлекло два заметных последствия: во-первых, в Клуб были включены Юрий Пшеничников и Юрий Дегтерёв, впоследствии (2 мая 1982 г.) сыгравший свой 100-й «сухой» матч в чемпионатах СССР; во-вторых, Льва Яшина — именно за счёт еврокубковых матчей — с позиции лидера Клуба вытеснил киевский динамовец Евгений Рудаков.
В начале 1983 года был анонсирован подсчёт «сухих» матчей на Кубок СССР и как следствие принятие новых членов, но с 1983 по 1988 год список Клуба официально в «Футболе-Хоккее» не печатался. А после подсчёта, с последовавшей публикацией в 1988 году, в Клуб были приняты Йонас Баужа, Владимир Пильгуй и Николай Гонтарь. За это время, с учётом дополненных изменений, три голкипера сумели достичь показателя в 100 «сухих» матчей: Ринат Дасаев (14 июля 1983 г.), поставив при этом временной рекорд, с момента проведения своего первого регламентного матча до момента вступления в Клуб (5 лет и 52 дня), который не побит до сих пор, Вячеслав Чанов (9 августа 1983 г.), а также Отар Габелия (3 апреля 1987 г.). И наконец, с учётом кубковых «сухарей» Яшин и Рудаков первыми перевыполнили норму Клуба вдвое, превысив отметку «200 игр на ноль».
Кроме того, 9 июля 1987 года московский спартаковец Ринат Дасаев третьим достиг показателя в 200 «сухих» матчей. Причём вторую сотню он прошёл ещё быстрее чем первую за 3 года и 355 дней, а 4 октября 1987 года, обойдя Евгения Рудакова, вышел на первую позицию.
23 марта 1988 г. в число членов Клуба вошёл Виктор Чанов. Это был последний случай, когда вратарь вступил в Клуб в эпоху СССР. Этот факт был подробно описан в публикации еженедельника «Футбол-Хоккей» в июне 1989 года. И это была последняя публикация Клуба в «Футбол-Хоккее» при авторстве Николая Жигулина. Далее еженедельник ничего не писал про Клуб. И Клубу ничего не оставалось как перейти на статистический принцип подсчёта "сухих" матчей.
Первым вратарём, которому удалось вступить в Клуб уже на постсоветском пространстве, стал вратарь московского «Спартака» Станислав Черчесов. Произошло это 28 марта 1993 г. после матча с сочинской «Жемчужиной» (3:0).
Далее, а именно 23 августа 1997 г., после матча «Локомотив М» — «Алания» (1:0), Клуб пополнился вернувшимся из чемпионата Южной Кореи вратарём московского «Локомотива» — Александром Подшиваловым.
Последним, кто вступил в ряды членов Клуба в XX веке, стал московский спартаковец Александр Филимонов. Произошло это 19 июня 1999 г. в гостевом матче с «Сатурном» из Раменского (0:3). Филимонов стал первым вратарем, который вступил в Клуб, проведя все зачётные матчи только за команды постсоветской России.
С наступлением нового столетия, а вместе с ним нового тысячелетия — состав членов клуба продолжает пополняться. 28 июля 2002 г. в матче ЦСКА — «Локомотив М» (0:1) свой 100-й матч «на ноль» в зачёт Клуба провёл вратарь московского «Локомотива» Сергей Овчинников.. Самое примечательное то, что Овчинников, став первым вратарём, вступившем в Клуб в XXI веке, в то же время стал последним, кому для вступления в Клуб часть зачётных матчей понадобилось провести в СССР.
15 мая 2005 г. после матча «Терек» — «Москва» (0:0) в Клуб вступил вратарь грозненцев Руслан Нигматуллин.
После ответного матча 1/8 финала Кубка УЕФА «Зенит» — «Удинезе» (1:0), состоявшегося 19 марта 2009 года, членом Клуба стал голкипер петербургского «Зенита» и сборной России Вячеслав Малафеев.
24 июля 2009 года после матча с пермским «Амкаром» (2:0) в Клуб был принят первый иностранный футболист — вратарь подмосковных «Химок» и сборной Армении Роман Березовский.. При этом для вступления ему потребовалось провести больше всех регламентных матчей — 308.
14 марта 2013 года Клуб расширился за счет вступления вратаря казанского «Рубина» Сергея Рыжикова. Произошло это в матче 1/8 финала Лиги Европы против испанского «Леванте» (2:0). Вступив в Клуб он стал вторым в истории и первым в российской действительности, кому для вступления понадобилось провести меньше всех регламентных матчей — 202.
10 мая 2015 г. вратарь московского «Динамо» Владимир Габулов сыграл свой сотый «сухой» матч в Химках против московского «Торпедо» (0:0).
12 октября 2018 года в Клуб был принят первый игрок, натурализованный в России — родившийся в Бразилии голкипер московского «Локомотива» и сборной России Гильерме, который отстоял «на ноль» матч Лиги наций со сборной Швеции (0:0) в Калининграде.
После окончания матча в Санкт-Петербурге, прошедшего 9 марта 2020, между командами «Зенит» — «Уфа» (0:0). Клуб расширился до 30 членов, за счёт вступления вратаря уфимцев — Александра Беленова.
Больше всего времени для вступления в Клуб, с момента проведения своего первого регламентного матча, а именно 14 лет и 347 дней, потребовалось вратарю московского «Динамо» Антону Шунину. 03 апреля 2022г. в гостевом матче в Краснодаре против одноимённого клуба Краснодар (0:1) он сыграл свой сотый «сухой» матч. Открыв при этом четвёртую десятку членов Клуба и став при этом самым возрастным вратарём (35 лет и 66 дней) вступившим в Клуб.
Но все же в XXI веке основные достижения Клуба связаны с именем московского армейца Игоря Акинфеева, который:
- 3 августа 2008 года в матче с «Крыльями Советов»[1] стал самым молодым голкипером в истории Клуба (22 года 117 дней[2]). Потеряв в сезоне 2007 года полгода из-за тяжёлой травмы колена, Игорь Акинфеев не сумел перекрыть достижение Рината Дасаева — 5 лет 52 дня с первого матча до 100-го «сухого»;
- 2 сентября 2012 года в Краснодаре в 100-й раз сыграл «на ноль» в первенстве России, выполнив «первоначальную» норму Клуба Льва Яшина[3];
- 31 марта 2014 года, за неделю до своего 28-летия и пять с половиной лет спустя после вступления в Клуб, провёл 200-й сухой матч и перевыполнил норму Клуба вдвое[4];
- 25 октября 2015 года, в матче чемпионата России «Терек» — ЦСКА (0:0) повторил рекордный результат Рината Дасаева, единолично возглавлявшего список более 28 лет, а уже в следующей игре чемпионата (ЦСКА — «Уфа», 31 октября 2015 года, 2:0) сыграл свой 230-й «сухой» матч и вышел на первое место в Клубе Льва Яшина[5];
- 11 марта 2017 года в поединке с «Томью» на стадионе ЦСКА провёл «на ноль» 161-ю игру в чемпионате страны[6] и сумел превзойти простоявший почти 50 лет рекорд Льва Яшина;
- 17 апреля 2017 года во встрече с «Уфой» оставил свои ворота в неприкосновенности в 256-й раз и опередил Дасаева по общему количеству «сухих» матчей за карьеру (с учётом всех официальных выступлений, в том числе не идущих в зачёт Клуба[7]);
- 13 февраля 2018 года в Белграде в матче Лиги Европы УЕФА «Црвена Звезда» — ЦСКА провёл «на ноль» 100-й матч «в других соревнованиях», став, таким образом, первым вратарём, сумевшим фактически выполнить норму Клуба Льва Яшина даже без учёта матчей национального первенства (СССР и России)[8].[источник не указан 2306 дней]
- 16 марта 2019 года в выездном матче против «Урала» довёл счёт своим зачётным «сухим» матчам до цифры «300»[источник не указан 2306 дней] (при этом на третью сотню своих «сухих» матчей Акинфеев, сумевший в этот период избежать серьёзных травм, потратил меньше времени, чем ему самому потребовалось на первую или вторую сотни, и даже меньше, чем затратил Ринат Дасаев на свою вторую сотню, которой он достиг быстрее, чем первой — 4 года 323 дня);
- 26 мая 2019 года в домашнем матче Российской премьер-лиги против самарских Крыльев Советов сыграл 200-й «сухой» матч в российском чемпионате, став при этом первым (и пока что единственным) вратарём который перевыполнил норму Клуба вдвое, согласно первоначальным правилам;
- 20 сентября 2020 года в Уфе сыграл 100-й гостевой «сухой» матч в чемпионатах России[9];
- 25 июля 2021 года в Москве, в стартовом матче чемпионата страны против «Уфы» на ВЭБ-Арене (1:0), провёл свою 329-ю официальную игру без пропущенных голов и опередил занимающего второе место в списке Клуба Рината Дасаева на 100 «сухих» матчей — «на целый клуб Льва Яшина»;
- 11 декабря 2021 года в Москве отстоял «на ноль» матч против тульского «Арсенала» и сыграл свой 229-й сухой матч в чемпионате страны. У занимающего второе место в Клубе Рината Дасаева столько же «сухих» матчей во всех турнирах, идущих в зачёт Клуба Льва Яшина;
- 25 мая 2024 года в матче против екатеринбургского «Урала» преодолел психологически важный рубеж, сыграв «на ноль» 250-й матч в Российской премьер-лиге;
- 27 июля 2024 года в Нижнем Новгороде одержал вместе с ЦСКА 200-ю сухую победу в чемпионатах страны — над «Пари НН»[10].
- 21 июля 2025 года в стартовом матче нового первенства страны в Оренбурге провёл свой 263-й матч без пропущенных голов в чемпионате России. Столько же у второго (Сергей Рыжиков, 134) и третьего (Сергей Овчинников, 129) сухих голкиперов в истории национального первенства вместе взятых[11].

Из 31 члена Клуба (по состоянию на весну 2022 года) лишь девять голкиперов на протяжении всей своей карьеры выступали в чемпионатах СССР или России только за одну команду, игры за которую позволяли приобретать зачётные матчи, причём за 8 разных команд: Алёша Абрамян («Арарат») ранее играл в ленинаканском «Шираке»; Евгений Рудаков (киевское «Динамо») — в николаевском «Судостроителе», Ринат Дасаев («Спартак») — в астраханском «Волгаре», Гильерме («Локомотив») выступал в чемпионате Бразилии за «Атлетико Паранаэнсе»; однако результаты, показанные в низших дивизионах отечественного первенства и в зарубежном чемпионате до начала карьеры в России, в зачёт Клуба засчитаны быть не могут. Лев Яшин и Антон Шунин (московское «Динамо»), Юрий Дегтерёв («Шахтёр»), Игорь Акинфеев (ЦСКА), Вячеслав Малафеев («Зенит») нигде больше не играли.
Из перечисленных девяти голкиперов, на протяжении всей карьеры в отечественном первенстве сохранявших верность одной команде, пятеро возглавляют зачёт Клуба Льва Яшина. И ещё один входит в первую десятку.
Ещё семь голкиперов, чуть менее четверти, хотя в течение своей игровой карьеры выступали (и набирали зачётные матчи) за несколько команд, но сумели выполнить норматив Клуба за то время, когда играли за одну советскую или российскую команду и тоже за семь разных команд: Сергей Овчинников («Локомотив»), Сергей Рыжиков («Рубин»), Виктор Чанов (киевское «Динамо»), Александр Ткаченко («Заря»), Сергей Крамаренко («Нефтчи»), Отар Габелия (тбилисское «Динамо»), Владимир Пильгуй (московское «Динамо»).
Двое из перечисленных семи голкиперов, которые сумели провести 100 матчей «на ноль», пока играли в отечественном первенстве только за одну команду, также занимают места в первой десятке Клуба Льва Яшина (шестое и седьмое).

## Регламент Клуба Льва Яшина
1. Членом Клуба становится вратарь, не пропускавший в 100 и более матчах.
2. Вратарь фактически вступает в Клуб, если не пропускает в 100-м матче.
3. Членом Клуба может стать любой вратарь, играющий/игравший за российские/советские клубы. Причём учёт регламентных матчей, для вратарей не имеющих российского гражданства на момент первого зачётного матча, может начаться с игр за российские/советские клубы.
4. Статистика Клуба ведется по официальным протоколам РФС, РФПЛ, ПФЛ, Федерации футбола СССР, ФИФА, УЕФА, национальных федераций других стран (в случае отсутствия протоколов в качестве статистической основы могут использоваться газетные материалы).
5. Учитываются матчи:
- в чемпионатах СССР/России (высший дивизион/премьер-лига, за исключением стыковых матчей за право играть в высшем дивизионе/премьер-лиге),
- в Кубках СССР/России, со стадий, когда начинали играть команды высшего дивизиона/премьер-лиги (матчи Кубка Сезона СССР, Кубка Федерации СССР, Кубка Премьер-лиги России и Суперкубка России в зачёт не идут),
- в европейских кубках,
- за первую сборную СССР/России на уровне матчей национальных сборных стран проводимых под эгидой ФИФА.
- за зарубежные клубы, которые на момент, когда вратарь выходил на поле, входили в 100 лучших клубов мира по версии Международной федерации истории и статистики футбола (партнера ФИФА).
- недоигранные, но начавшиеся, согласно регламенту Клуба, результат которых был отменён или матч был прерван. Но показатель вратаря учитывается на момент незапланированной остановки матча или до принятия решения по окончательному результату матча.

6. Если матч перешёл в дополнительное время или в серию послематчевых пенальти, то к зачету принимается показатель вратаря, показанный им до конца дополнительного времени. Послематчевые пенальти на показатель вратаря, показанный им в основное и дополнительное время, не влияют.
7. При одинаковом общем числе «сухих» матчей — высшее место в итоговой таблице занимает вратарь, достигший этого числа раньше по дате.
В регламенте Клуба возможны изменения.

## Состав Клуба Льва Яшина
Лев Яшин
 Действующие вратари
| № п/п | Вратарь              | Клубы, за которые игрок сыграл регламентные матчи                         | Нули | Чемп. | Кубок | Е.кубок | Сб. |
| ----- | -------------------- | ------------------------------------------------------------------------- | ---- | ----- | ----- | ------- | --- |
| 1     | Игорь Акинфеев       | ЦСКА                                                                      | 375  | 263   | 24    | 40      | 48  |
| 2     | Ринат Дасаев         | Спартак М                                                                 | 229  | 147   | 19    | 19      | 44  |
| 3     | Евгений Рудаков      | Динамо К                                                                  | 206  | 143   | 14    | 25      | 24  |
| 4     | Лев Яшин             | Динамо М                                                                  | 204  | 160   | 18    | 0       | 26  |
| 5     | Вячеслав Малафеев    | Зенит                                                                     | 177  | 121   | 16    | 25      | 15  |
| 6     | Сергей Рыжиков       | Сатурн, Локомотив М, Томь, Рубин, Крылья Советов, Тамбов                  | 172  | 134   | 12    | 26      | 0   |
| 7     | Сергей Овчинников    | Локомотив М, Динамо М                                                     | 167  | 136   | 14    | 9       | 8   |
| 8     | Анзор Кавазашвили    | Динамо Тб, Зенит, Торпедо М, Спартак М, Торпедо Кт                        | 163  | 129   | 12    | 7       | 15  |
| 9     | Гильерме Маринато    | Локомотив М                                                               | 156  | 119   | 15    | 9       | 13  |
| 10    | Александр Филимонов  | Факел, Текстильщик, Спартак М, Уралан, Торпедо-Металлург, Москва, Арсенал | 154  | 118   | 14    | 15      | 7   |
| 11    | Виктор Чанов         | Шахтёр, Динамо К                                                          | 150  | 106   | 13    | 15      | 16  |
| 12    | Юрий Дегтерёв        | Шахтёр                                                                    | 147  | 110   | 24    | 3       | 10  |
| 13    | Александр Ткаченко   | Заря, Зенит                                                               | 145  | 119   | 22    | 3       | 1   |
| 14    | Виктор Банников      | Авангард Житомир, Динамо К, Торпедо М                                     | 138  | 107   | 24    | 2       | 5   |
| 15    | Алёша Абрамян        | Арарат                                                                    | 138  | 116   | 15    | 7       | 0   |
| 16    | Станислав Черчесов   | Спартак М, Локомотив М                                                    | 134  | 82    | 10    | 17      | 25  |
| 17    | Владимир Маслаченко  | Металлург Днепропетровск, Локомотив М, Спартак М                          | 133  | 113   | 15    | 1       | 4   |
| 18    | Сергей Крамаренко    | Нефтяник Баку, Нефтчи, Черноморец Од                                      | 133  | 116   | 17    | 0       | 0   |
| 19    | Вячеслав Чанов       | Шахтёр, Торпедо М, Нефтчи, ЦСКА                                           | 130  | 103   | 26    | 1       | 0   |
| 20    | Отар Габелия         | Торпедо Кт, Динамо Тб                                                     | 130  | 102   | 16    | 12      | 0   |
| 21    | Александр Беленов    | Салют-Энергия, Спартак М, Кубань, Анжи, Уфа, Факел                        | 129  | 113   | 11    | 5       | 0   |
| 22    | Рамаз Урушадзе       | Торпедо Кт, Динамо Тб                                                     | 121  | 113   | 6     | 0       | 2   |
| 23    | Владимир Пильгуй     | Динамо М, Кубань                                                          | 120  | 84    | 27    | 4       | 5   |
| 24    | Владимир Габулов     | Динамо М, Алания, ЦСКА, Кубань, Амкар, Анжи, Арсенал                      | 119  | 87    | 8     | 18      | 6   |
| 25    | Антон Шунин          | Динамо М                                                                  | 114  | 101   | 7     | 1       | 5   |
| 26    | Юрий Пшеничников     | Пахтакор, ЦСКА                                                            | 110  | 96    | 5     | 2       | 7   |
| 27    | Роман Березовский    | Зенит, Торпедо М, Динамо М, Химки                                         | 107  | 103   | 3     | 1       | 0   |
| 28    | Руслан Нигматуллин   | КАМАЗ, Спартак М, Локомотив М, ЦСКА, Терек, СКА Р                         | 103  | 72    | 8     | 11      | 12  |
| 29    | Николай Гонтарь      | Луч, Динамо М                                                             | 101  | 77    | 13    | 6       | 5   |
| 30    | Александр Подшивалов | Арарат, Торпедо М, Локомотив М                                            | 101  | 93    | 4     | 4       | 0   |
| 31    | Йонас Баужа          | Спартак Вс, ЦСКА, Динамо М, Спартак М, Черноморец Од                      | 100  | 89    | 11    | 0       | 0   |

## Кандидаты
| № п/п | Вратарь              | Клубы, за которые игрок сыграл регламентные матчи        | Нули | Чемп. | Кубок | Е.кубок | Сб. |
| ----- | -------------------- | -------------------------------------------------------- | ---- | ----- | ----- | ------- | --- |
| 1     | Михаил Кержаков      | Волгарь-Газпром, Алания, Волга НН, Анжи, Зенит, Оренбург | 83   | 66    | 10    | 7       | 0   |
| 2     | Сергей Песьяков      | Шинник, Спартак М, Томь, Ростов, Анжи, Крылья Советов    | 79   | 66    | 11    | 0       | 2   |
| 3     | Александр Максименко | Спартак М                                                | 71   | 56    | 10    | 2       | 3   |

## Критика
В своей последней официальной публикации в еженедельнике «Футбол-Хоккей» № 23 от 1989 года создатель Клуба Николай Жигулин добавил графу учёта зачётных матчей за Клуб в таких турнирах, как игры на Кубок сезона, Кубок Федерации футбола, Спартакиады народов СССР 1956 и 1979 годов, и учёл все официальные матчи олимпийской сборной СССР, а также 3 товарищеских матча национальной сборной СССР против национальной сборной Индии с укороченным игровым временем. Но, несмотря на эти добавления, Клуб в нынешнем виде не учитывает такую графу, как игры на Кубок сезона, Кубок Федерации футбола, Спартакиады народов СССР 1956 и 1979 годов, а также не все официальные матчи национальной и олимпийской сборных СССР. Помимо последней официальной публикации Клуба, все эти дополнения, а также данная графа присутствовала в футбольной литературе советского времени — например, в справочнике «Футбол — 90/91» (сост. В. Н. Колос; Уфа, 1991). Отсутствие данной графы не позволяет быть членом Клуба Михаилу Бирюкову. А в вышеуказанном справочнике, благодаря присутствию этой графы, он уже был в списке членов Клуба.
- Михаил Бирюков: чемпионат СССР — 76; Кубок СССР — 16; сб. СССР — 1; международные кубки — 4; Сп, КС, КФФ — 5. Итого 102 «сухих» матча.

По этой же причине членом Клуба не может быть Валерий Сарычев. Он хоть и сыграл свой 100-й «сухой» матч в 1991 году, но провёл его после выхода справочника в свет. Поэтому в справочнике его нет в списке членов Клуба.
- Валерий Сарычев: чемпионат СССР — 71; Кубок СССР — 17; сб. СССР — 0; международные кубки — 4; Сп, КС, КФФ — 8. Итого 100 «сухих» матчей.

В этом же справочнике, как и в списке последней официальной публикации Клуба, был произведён учёт матчей, сыгранных Олимпийской сборной СССР на XXII летних Олимпийских Играх и отборочных матчей к XVIII, XX и к XXIII летним Олимпийским Играм, а также трёх товарищеских матчей сборной СССР против сборной Индии, которые продолжались по 60 минут. В результате этого у Льва Яшина получился на один «сухой» матч больше, чем у Евгения Рудакова, и в списках членов Клуба он стоит на одно место выше, чем Рудаков.
Также не учитываются «сухие» матчи, сыгранные в Кубке Премьер-Лиги, Суперкубке России и за Олимпийские сборные СССР/России (отборочные матчи начиная с XΧ Олимпийских игр, а матчи основного турнира, начиная с ΧΧΙ Олимпийских игр), а также стыковые матчи за право играть в чемпионатах СССР и России. Кроме того, несмотря на то что этот вопрос поднял в своей последней публикации создатель Клуба, в Клубе не учитываются «сухие» матчи, сыгранные вратарями в зарубежных чемпионатах за команды высших дивизионов в матчах в высших лигах национальных первенств и матчах за национальные кубки при выступлении за команды высших дивизионов. Например, у Рината Дасаева не учитываются 20 «сухих» матчей за «Севилью», есть неучтённые матчи «на ноль» в «легионерской» биографии Станислава Черчесова — всего у него 238 (с учётом 97 легионерских) «сухих» матчей за карьеру и третье после И. Акинфеева и Р. Дасаева место в неофициальном списке, Сергея Овчинникова — 216 (с учётом 48 легионерских) «сухих» матчей и четвёртое место в неофициальном списке, Владимира Габулова.
Также членом Клуба не может быть чемпион XXIV летних Олимпийских Игр, проведший весь отборочный цикл и финальные матчи без замен, — Дмитрий Харин, который провёл 153 «сухих» матча за игровую карьеру вратаря в матчах высшего уровня. Кроме 85 матчей в зачёт Клуба это также: 53 — в различных турнирах Великобритании (38 — в Английской Премьер-лиге за «Челси», 3 — за «Селтик», в Шотландском Премьершипе, 12 — в различных Кубках Англии и Шотландии за вышеуказанные клубы), 9 — за олимпийскую сборную СССР, 2 — в Кубке Федерации, 3 — за «Челси» в Кубке обладателей Кубков и 1 — за «Селтик» в Кубке УЕФА.
20 марта 2021 года свой 100-й «сухой» матч на высшем уровне сыграл Юрий Лодыгин. Но согласно текущему регламенту Клуба он сыграл 78 «сухих» матчей, 1 в Суперкубке России, 1 в Кубке Турции и 20 матчей в Чемпионатах и Кубке Греции и при этом продолжает выступление.
Альберт Денисенко сыграл 100 «сухих» матчей (чемпионат СССР — 94, Кубок СССР — 6) и ещё один прерванный в чемпионате (при счёте 0:1 в пользу команды Денисенко). Тем не менее Денисенко не является членом Клуба Льва Яшина.
Однако если бы был одинаковым учёт турниров, а также идентичный подход к матчам в зачёт Клуба Григория Федотова и Клуба Льва Яшина, то Дмитрий Харин, Юрий Лодыгин и Альберт Денисенко были бы его полноправными членами.
В связи с этим у целого ряда вратарей, являющихся членами Клуба Льва Яшина, есть расхождения по цифрам.
Незасчитанные «сухие» матчи по состоянию на 12 июля 2025 года:
|   | Вратарь              | Нули | Чемп. ПМ | КС и СК | Спарт. | КФ и КПЛ | Ин. Кар. | Сб. |
| - | -------------------- | ---- | -------- | ------- | ------ | -------- | -------- | --- |
| * | Станислав Черчесов   | 104  |          |         |        | 7        | 97       |     |
| * | Сергей Овчинников    | 49   |          | 1       |        |          | 48       |     |
| * | Ринат Дасаев         | 26   |          |         | 3      |          | 20       | 3   |
| * | Вячеслав Чанов       | 9    | 3        |         |        | 3        |          | 3   |
| * | Игорь Акинфеев       | 5    |          | 4       |        | 1        |          |     |
| * | Владимир Габулов     | 5    | 1        |         |        |          | 1        | 3   |
| * | Александр Подшивалов | 5    |          |         |        | 5        |          |     |
| * | Владимир Пильгуй     | 4    |          | 1       | 1      |          |          | 2   |
| * | Лев Яшин             | 3    |          |         |        |          |          | 3   |
| * | Вячеслав Малафеев    | 3    |          | 1       |        | 1        |          | 1   |
| * | Александр Филимонов  | 3    |          |         |        | 1        |          | 2   |
| * | Отар Габелия         | 3    |          |         | 1      | 2        |          |     |
| * | Сергей Рыжиков       | 2    |          | 2       |        |          |          |     |
| * | Александр Ткаченко   | 2    |          |         | 1      |          |          | 1   |
| * | Александр Беленов    | 2    | 2        |         |        |          |          |     |
| * | Руслан Нигматуллин   | 2    |          |         |        |          |          | 2   |
| * | Виктор Чанов         | 1    |          |         |        | 1        |          |     |
| * | Юрий Дегтерёв        | 1    |          |         | 1      |          |          |     |
| * | Сергей Крамаренко    | 1    |          |         | 1      |          |          |     |
| * | Рамаз Урушадзе       | 1    | 1        |         |        |          |          |     |

Где «Чемп. ПМ» — переходные матчи за право играть в Высшем Классе, «КС и СК» — матчи в Кубке Сезона СССР и матчи за Суперкубок России, «Спарт.» — матчи на Спартикиаде народов СССР, «КФ и КПЛ» — матчи на Кубок Федерации СССР и Кубок Премьер-лиги России, «Ин. Кар.» — матчи в иностранной карьере, «Сб.» — официальные матчи за Олимпийские сборные СССР и России, а также за национальную сборную СССР с укороченным игровым временем.

## Официальные публикации списка «Клуба»
Еженедельник «Футбол-Хоккей»
- 1980 — № 27
- 1981 — № 3
- 1982 — № 8
- 1983 — № 6
- 1988 — № 6
- 1989 — № 23